# Blaž Kramer
Blaž Kramer (Celje, 1996. június 1. –) szlovén válogatott labdarúgó, a lengyel Legia Warszawa csatárja.

## Pályafutása

### Klubcsapatokban
Kramer a szlovéniai Celje városában született. Az ifjúsági pályafutását a Zreče, majd 2010-ben a Šampion akadémiájánál folytatta. 
2014-ben mutatkozott be a Šampion felnőtt csapatában. A 2016–17-es szezonra az Aluminijhoz szerződött, ahol 28 mérkőzésen lépett pályára és 6 gólt szerzett. 2017-ben a német Bundesligában szereplő VfL Wolfsburg tartalékcsapatához igazolt.
2019. július 1-jén három éves szerződést kötött a svájci Zürich együttesével. Először a 2019. július 21-ei, Lugano elleni mérkőzésen az 58. percben Antonio Marchesano cseréjeként lépett pályára. Első gólját 2019. október 27-én, a Basel ellen 3–2-re megnyert mérkőzésen szerezte. 2019. november 19-én, a Luzern ellen 3–0-ra megnyert találkozón kétszer is betalált a hálóba.
2022. július 1-jén a lengyel első osztályban érdekelt Legia Warszawa csapatához szerződött három évre. 2022. szeptember 11-én, a Raków Częstochowa ellen 4–0-ra megnyert bajnokin debütált.

### A válogatottban
2020-ban debütált a szlovén válogatottban. Először 2020. szeptember 6-án, Moldova ellen 1–0-ra megnyert mérkőzésen a 85. percben Andraž Šporar cseréjeként lépett pályára.

## Statisztikák
2022. október 18. szerint
| Klub           | Szezon   | Osztály            | Bajnokság | Bajnokság | Kupa  | Kupa | Nemzetközi | Nemzetközi | Összesen | Összesen |
| Klub           | Szezon   | Osztály            | Meccs     | Gól       | Meccs | Gól  | Meccs      | Gól        | Meccs    | Gól      |
| -------------- | -------- | ------------------ | --------- | --------- | ----- | ---- | ---------- | ---------- | -------- | -------- |
| Zürich         | 2019–20  | Swiss Super League | 31        | 10        | 2     | 0    | 0          | 0          | 33       | 10       |
| Zürich         | 2020–21  | Swiss Super League | 32        | 7         | 0     | 0    | 0          | 0          | 32       | 7        |
| Zürich         | 2021–22  | Swiss Super League | 23        | 4         | 0     | 0    | 0          | 0          | 23       | 4        |
| Zürich         | Összesen | Összesen           | 86        | 21        | 2     | 0    | 0          | 0          | 88       | 21       |
| Legia Warszawa | 2022–23  | Ekstraklasa        | 5         | 0         | 1     | 1    | 0          | 0          | 6        | 1        |
| Összesen       | Összesen | Összesen           | 91        | 21        | 3     | 1    | 0          | 0          | 94       | 22       |

### A válogatottban
| Válogatott | Év       | Pályára lépés | Gól |
| ---------- | -------- | ------------- | --- |
| Szlovénia  | 2020     | 3             | 0   |
| Szlovénia  | 2021     | 2             | 0   |
| Összesen   | Összesen | 5             | 0   |

## Sikerei, díjai
Zürich
- Swiss Super League
  - Bajnok (1): 2021–22

Legia Warszawa
- Lengyel Kupa
  - Győztes (1): 2022–23

## Fordítás
Ez a szócikk részben vagy egészben  a   Blaž Kramer című angol Wikipédia-szócikk fordításán alapul.  Az eredeti cikk szerkesztőit annak laptörténete sorolja fel. Ez a jelzés csupán a megfogalmazás eredetét és a szerzői jogokat jelzi, nem szolgál a cikkben szereplő információk forrásmegjelöléseként.